# Royal Hospital Haslar

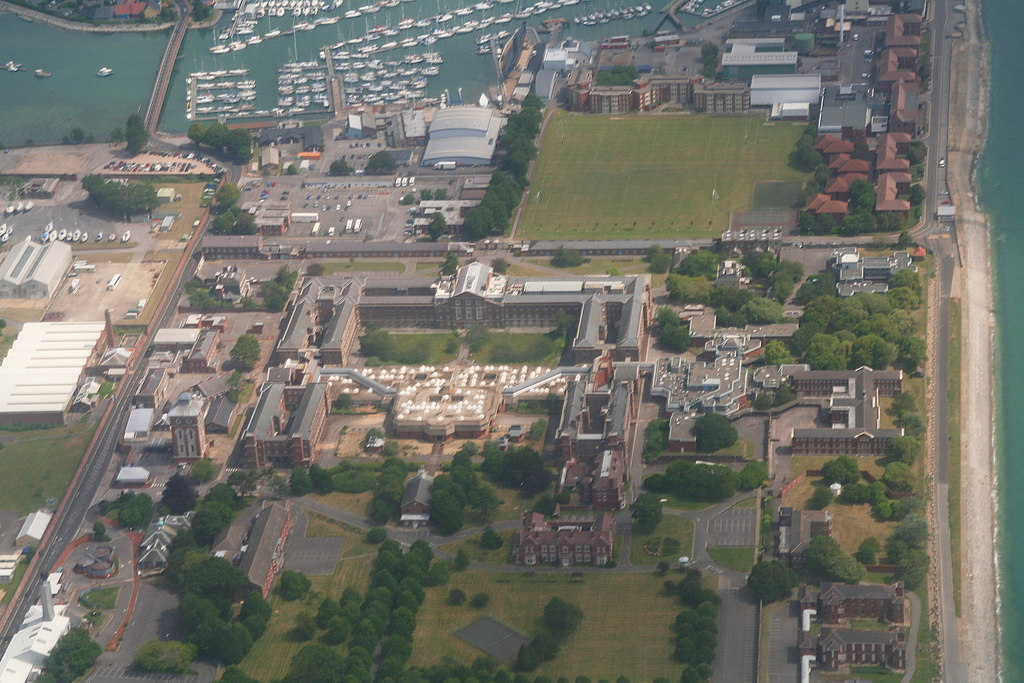
Luftbild des RNH (2014)

Das Royal Hospital Haslar ist ein ehemaliges Militärkrankenhaus der britischen Royal Navy.
Das Gebäude liegt in Gosport in der Grafschaft Hampshire im Süden Englands. Es wurde 1762 errichtet und bis 2007 von der Royal Navy betrieben. Danach wurde es zwei Jahre lang vom National Health Service betrieben, bis es 2009 geschlossen wurde. Das denkmalgeschützte Anwesen wurde zwischen 2018 und 2020 zu Seniorenwohnungen umgebaut. 